# Návrat idiota
Návrat idiota je česká romantická komedie režiséra Saši Gedeona z roku 1999 inspirovaná hlavní postavou knížete Lva Nikolajeviče Myškina románu Idiot od ruského spisovatele Fjodora Michajloviče Dostojevského, která se vyznačuje upřímnou nezkaženou duší.
Film byl oceněn pěti Českými lvy v kategoriích nejlepší film, režie, herečka ve vedlejší roli a hudba, celkově byl nominován v 11 kategoriích. Získal řadu dalších ocenění včetně Zlatého ledňáčka na Finále Plzeň, Kristiána, Ceny českých filmových kritiků, Trilobita, hlavní cenu na Mezinárodním filmových festivalech Sao Paulo, v Soluni nebo Prix Europa Berlín. Snímek byl také za Českou republiku nominován na Oscara.

## Obsazení
| Pavel Liška        | František |
| Anna Geislerová    | Anna      |
| Tatiana Vilhelmová | Olga      |
| Jiří Langmajer     | Emil      |
| Jiří Macháček      | Robert    |
| Zuzana Stivínová   | Marta     |